# 愛沙尼亞—印度關係

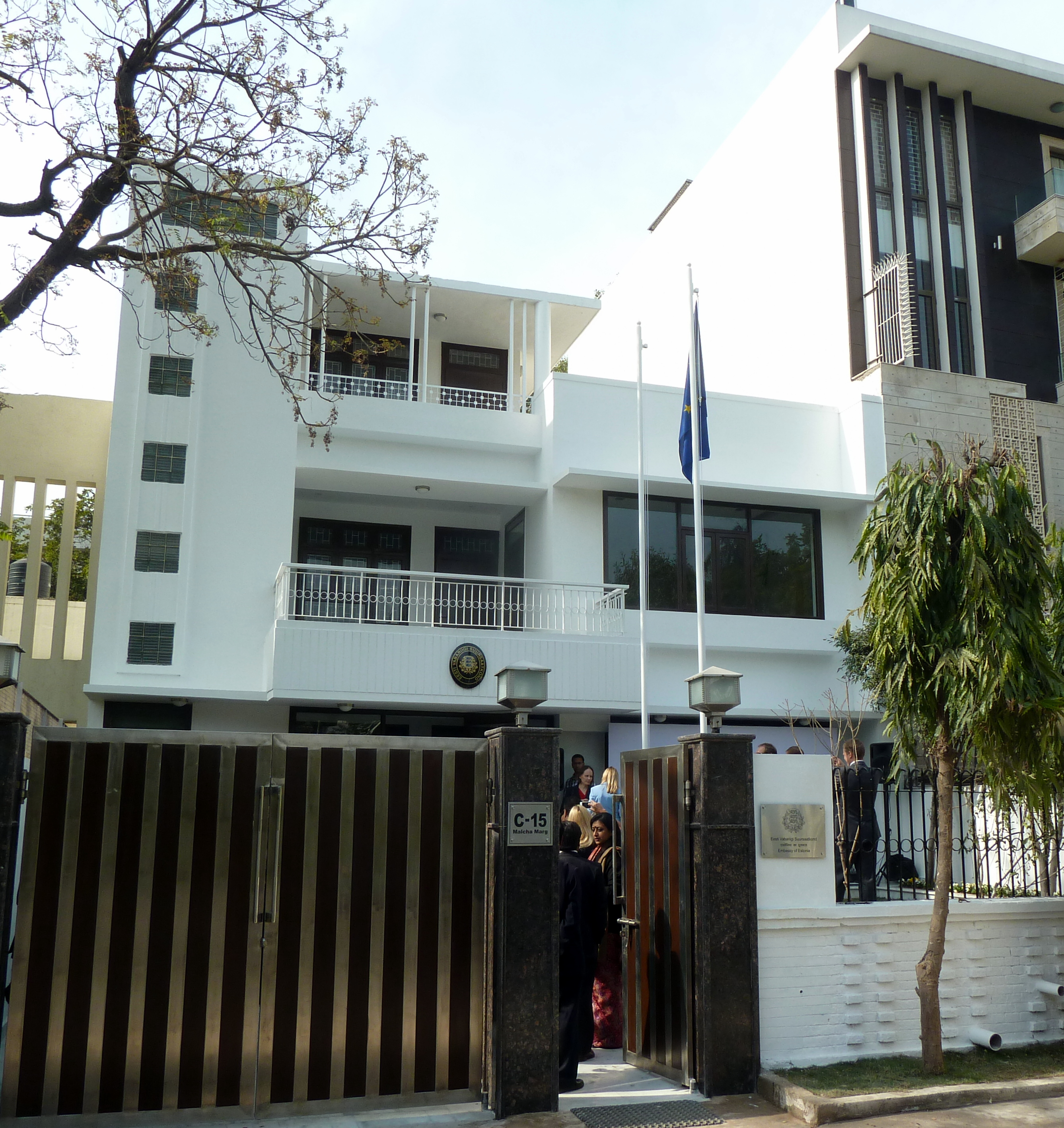
愛沙尼亞駐印度大使館

愛沙尼亞—印度關係，是指印度共和國和爱沙尼亚共和国之間的雙邊關係。印度在1921年9月22日首次承認愛沙尼亞，又在蘇聯解體後1991年9月9日重新承認愛沙尼亞，並於同年12月2日建交。愛沙尼亞在印度新德里設有大使館，又在孟買設領事館；印度过去於芬蘭赫爾辛基設有駐愛沙尼亞的大使館，又在愛沙尼亞塔林設領事館。2021年，印度政府内阁批准了印度驻塔林大使馆的设立。

## 經貿關係
2007年，印度是愛沙尼亞的第34大進口夥伴及第37大出口夥伴；於2007年，兩國的雙邊貿易總額為3080萬歐元。印度在愛沙尼亞的商業和糧食有小規模的投資，而愛沙尼亞沒有在印度直接投資。然而，愛沙尼亞外交部長表示提升改善與印度的經濟關係。印度與愛沙尼亞兩國的商會早前簽訂了聯合商務理事會協議。

## 文化關係
第一名到訪印度的愛沙尼亞人是牧師叶可德·埃伯哈德（Eberhard Eckhold），他在馬德拉斯和加爾各答待了一會，並顯出對印度歷史、印度地理和梵文文學興趣極大。第一本提到印度的愛沙尼亞教科書有一百頁的說明，介紹印度的自然環境和社會；爱沙尼亚的塔尔图大学在1837年第一次印刷梵語出版物。亚当·约翰·冯·克鲁森施滕是一個出色的爱沙尼亚人印度學家，他從事翻譯和研究印度早期的原始文獻。到了19世紀末，印度在愛沙尼亞已廣為人知，不少教科書和報刊都會宣傳印度這個國家。
現在，印度音樂在爱沙尼亚電影節十分普及。於2004年，印度文化協會在愛沙尼亞成立，定期資助愛沙尼亞人文學院、愛沙尼亞國家圖書館和塔爾圖大學。爱沙尼亚亦有許多印度留學生和研究人員。